# Jantiene de Kroon
Jantiene de Kroon (1979) is een Nederlands animatieproducent en schrijver van animatiefilms, strips en verhalen.
De Kroon studeerde tekstschrijven aan de Hogeschool Holland en behaalde haar master scenario in 2009 aan het  Maurits Binger Film Instituut.
Ze is, samen met Remco Polman en Wilfred Ottenheijm, mede-eigenaar van animatiestudio Mooves. In die hoedanigheid produceerde ze en schreef ze aan diverse prijswinnende korte animatiefilms zoals Mortel (regie Remco Polman, 2006), Brug (regie Gerben Agterberg, 2010), DirkJan Heerst!  (regie Remco Polman en Wilfred Ottenheijm, 2006) en Aurora (regie Aimée de Jongh, 2012). 
De Kroon schreef daarnaast scenario’s voor strips voor o.a. Jan Cleijne en publiceerde verhalen en columns in diverse tijdschriften en zines. Sinds 2017 werkt ze met stripmaker Merel Barends samen aan de ontwikkeling van de transmediale verhalenwereld Oranova.
In 2021 kwam de animatiefilm Camouflage uit (regie Remco Polman) waarvoor ze het scenario schreef. De film werd o.a. genomineerd voor een Gouden Kalf op het Nederlands Filmfestival.